# Рифская республика
Ри́фская респу́блика (официальное название — Племенная Конфедеративная Республика Риф (риф. ⵜⴰⴳⴷⵓⴷⴰ ⵏ ⴰⵔⵉⴼ, араб. جمهورية الساحل الكونفدرالية القبلية‎) — самопровозглашённое непризнанное государство в Северной Африке, созданное после победы при Анвале в 1921 году восставшими против марокканского султана и европейских колонизаторов жителями Эр-Рифа (горной области на севере Марокко). Во главе государства стоял Абд аль-Крим, носивший титул президента, или эмира. Столицей государства считался родной город эмира, Аждир.
После создания Рифской республики Абд аль-Карим провел несколько реформ, призванных привить чувство общности и единства между различными племенами. Реформы соответствовали идеям исламского реформизма и были дополнительно вдохновлены реформами Мустафы Кемаля Ататюрка в Турции. Реформы были в области вооруженных сил, администрации, власти и социальных дел. Абд аль-Карим основал армию, которую из-за малочисленности солдат пришлось дополнить нерегулярными войсками. В управление назначались люди, которые должны были управлять племенами (так называемые каиды), те, кто вершил законы (кайды), следил за соблюдением мусульманских правил (мухтасиб). Была расширена административная инфраструктура и развита бюрократия. Абд аль-Карим осуществлял влияние и власть через центральную администрацию, чтобы максимально держать племена под контролем. Кроме того, в Рифской республике действовал шариат. За несоблюдение определённого уровня религиозности грозили суровые наказания. Это также должно было гарантировать, чтобы разные племена не воевали друг с другом, а видели в Испании и Франции общего врага. Была создана система образования, которая следовала единому учебному плану. Изучались такие предметы, как математика, естествознание и военное дело.
Республика просуществовала до 1926 года. Она не была признана ни одной европейской державой, хотя Абд аль-Крим пытался установить дипломатические отношения с Францией и Британией. Испано-французская интервенция на территорию республики получила название Рифской войны. В ходе её испанцы применяли против повстанцев химическое оружие, но были бессильны нейтрализовать партизанское движение. В 1925 г. повстанцы во время наступления на позиции французов дошли почти до самого Феса.
После вторжения в республику 250-тысячной испано-французской армии во главе с маршалом Петеном президент Абд аль-Крим, осознавая бесперспективность дальнейшего сопротивления при подобном численном и техническом превосходстве неприятеля, 27 мая 1926 года сдался французам и был выслан на остров Реюньон, после чего единство Марокко было объявлено восстановленным. Опыт успешного противостояния «великим державам» немногочисленных вооружённых формирований Рифской республики использовался многими повстанческими движениями в годы деколонизации.